# Агріппа Неттесгаймський

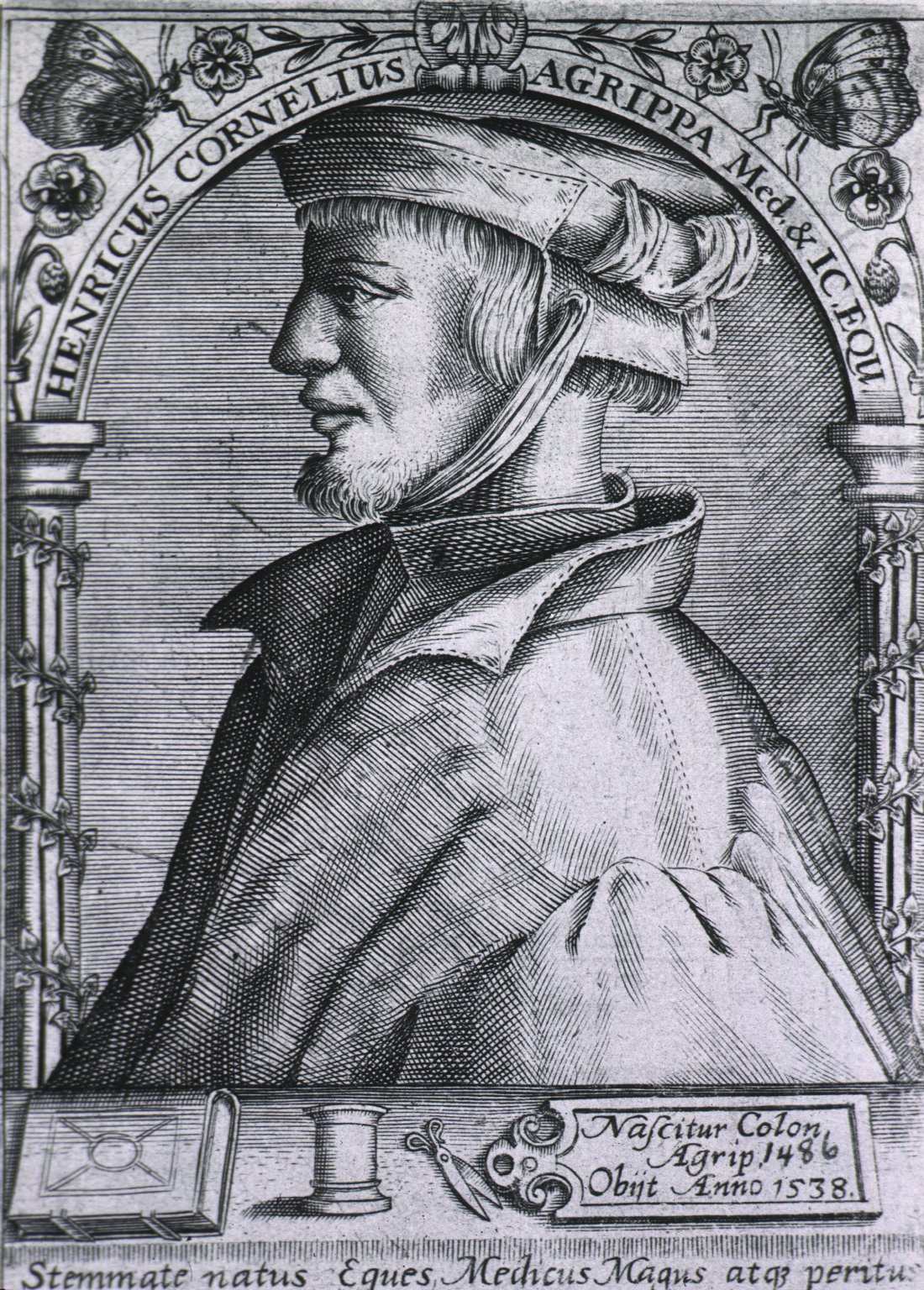
Генріх Корнеліус Агріппа

Агріппа Неттесгаймський (нім. Agrippa; справжнє ім'я Генріх Корнеліус Неттесгаймський, Heinrich Cornelius von Nettesheim; 14 вересня 1486, Кельн, Священна Римська Імперія — 18 лютого 1535, Гренобль, Франція) — німецький гуманіст, лікар,  алхімік, натурфілософ,  окультист,  астролог і адвокат. Ім'я Агріппа взяв на честь засновника свого рідного міста.

## Біографія
Агріппа вів життя, сповнене пригод, блукаючи в пошуках забезпеченого положення і щедрого покровителя по різних містах Італії, Франції, Німеччини, Фландрії та Англії, будучи поперемінно військовим, професором, юристом, практикуючим лікарем (без відповідного диплому), історіографом і т. д.
Спочатку звернув на себе увагу богословськими лекціями в Долі у Франш-Конте, але своїми їдкими сатирами поставив ченців проти себе і будучи звинуваченим в  єресі, змушений був покинути це місто, щоб переселитися в  Англію. Після того, зайнявшись деякий час викладанням богослов'я в Кельні, здійснив подорож до  Італії, де, вступивши на військову службу, отримав в чині капітана звання лицаря.
Ворогів він набував так само швидко, як і друзів, в результаті чого за ним закріпилася слава чорнокнижника.
За свій знаменитий твір «Про марність наук» («De incertitudine et vanitate scientiarum») (Кельн, +1527), що становив злу сатиру на тодішній стан науки, піддався звинуваченням перед  Карлом V і втік до Ліону, але там був арештований і поміщений у в'язницю. Отримавши свободу завдяки клопотанню друзів, переселився в Гренобль у Франції і прожив там до кінця днів. Також написав книгу  «Про таємну філософію» («De Occulta Philosophia»).
Крім двох згаданих творів, залишив ряд дрібних трактатів, більш-менш парадоксальних, і обширний цінний перепис.
Уява сучасників і найближчих нащадків бачила в ньому «чорнокнижника» і чаклуна і прикрасила його життя вигадками, подібними тим, що розповідалися про доктора Фауста. Так, стверджувалося, що деякі з написаних ним книг по  демонології володіли власним розумом і свідомо доводили до смерті своїх власників, до яких потрапляли після смерті автора. Генрі Морлі описує також переказ, згідно з яким Агріппа, нібито продав душу Сатані, та тримав у себе вдома величезного чорного пса-демона, який і забрав його душу в пекло.

## Погляди
Був близький до гуманістів (Рейхлина, Еразма Роттердамського), володів допитливістю і незалежністю думки і боровся проти фанатизму і  схоластичних забобонів.
Але Агріппа тримався осібно і не ставав виразно на сторону гуманізму чи  Реформації. Завдяки різким виступам, нажив багато ворогів і зазнавав неодноразових переслідувань як з боку церковної, так і світської влади. З великою сміливістю виступив проти віри в чаклунство і домігся виправдання однієї так званої «чаклунки». Світогляд його багато в чому носив характерне для того часу містичне забарвлення в дусі Раймунда Луллія і Рейхлина; але разом з тим він умів критично поставитися до сучасної йому науки (див. один з основних його творів «Про марність наук», що досліджує загальні підстави наукового пізнання). В іншому творі — «Про таємну філософію», Агріппа детально викладає систему магії; власний його погляд на цей предмет є неясним; з
деяких місць листування можна зробити висновок, що сам він заперечував значення магії, віру в яку поділяли багато з найбільш освічених його сучасників.

## Згадки в літературі
- Агріппа — одна з постатей, яка надихнула Гете на створення трагедії «Фауст».
- Згадується у п'єсі Крістофера Марлоу «Трагічна історія життя та смерті доктора Фауста» 1592 року.
- Згадується в книзі Папюса «Практична магія».
- Згадується в романі Мері Шеллі «Франкенштейн, або Сучасний Прометей» серед авторів, що вплинули на формування світогляду й інтересів головного героя. Також з'являється як персонаж оповідання Мері Шеллі «Смертний безсмертний» 1833 року.
- Згадується в книзі Жаклін Монсіньї «Зефирина».
- У романі Валерія Брюсова «Вогненний ангел» виступає одним із значних дійових осіб. Також виведений в однойменній опері Сергія Прокоф'єва.
- Думка Агріппи з книги «Про окультну філософію» була взята епіграфом до другого роману Умберто Еко «Маятник Фуко».
- Згадується в заключній частині трилогії про пригоди рудого демона Аззі Ельбуба «П'єса повинна тривати (Театр одного демона)» (співавторства Роджера Желязни та Роберта Шеклі).
- Згадується в книгах про Гаррі Поттера, де був на колекційній картці. Картка з його зображенням була однією з найрідкісніших.
- Згадується у фільмі «Філіпп Траум».
- Агріппа — один з героїв у комп'ютерній грі «Amnesia: The Dark Descent».
- Агріппа зустрічається в грі на PlayStation 1 «Гаррі Поттер і філософський камінь».